# Diplophyllum dioicum
Diplophyllum dioicum là một loài rêu trong họ Scapaniaceae. Loài này được R.M. Schust. mô tả khoa học đầu tiên năm 1968.
Danh pháp khoa học của loài này chưa được làm sáng tỏ. 